# Maria Magdalenakerk (’t Kalf)

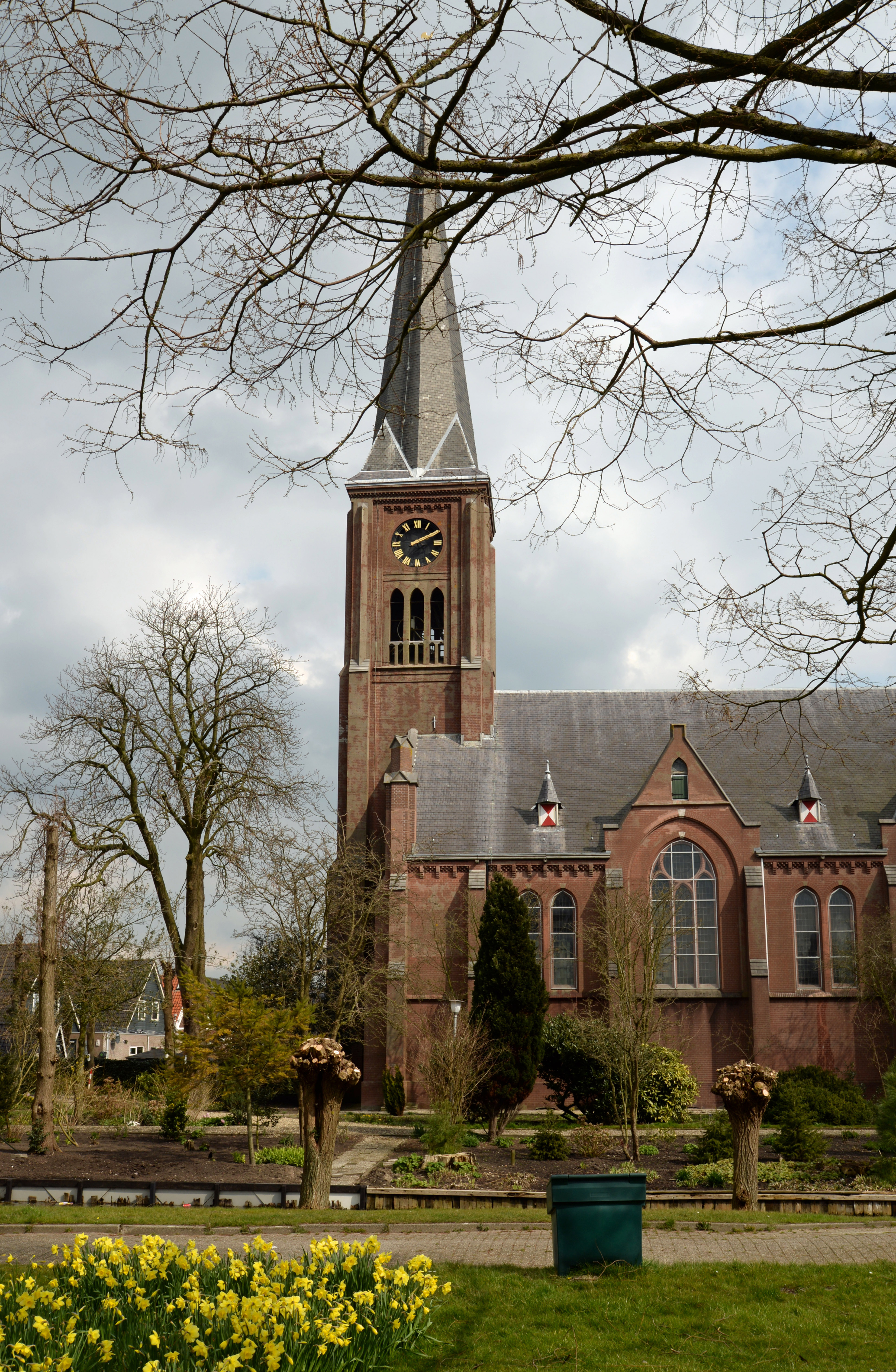
Außenansicht

Die Maria Magdalenakerk (deutsch Maria-Magdalena-Kirche) ist ein römisch-katholisches Gotteshaus in ’t Kalf in der Gemeinde Zaanstad in der Provinz Nordholland. Die Kirche steht als Gemeentelijk monument unter Denkmalschutz. Sie wird von der Pfarrgemeinde „Maria Magdalena“ genutzt.
Die Kirche wurde zwischen 1885 und 1887 an der Stelle einer älteren Kirche errichtet. Ausführender Architekt war Evert Margry, der von seinem Bruder Albert und Jos Snickers unterstützt wurde. Margry schuf eine dreischiffige aus Backstein gemauerte Pseudobasilika auf kreuzförmigem Grundriss im neugotischen Stil. Über dem Eingang erhebt sich der Kirchturm.